# Sylvie Paycha

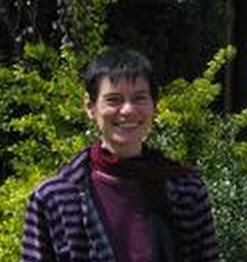
Sylvie Paycha, Oberwolfach 2006

Sylvie Jane Anne Paycha (* 27. März 1960 in Neuilly-sur-Seine) ist eine französische Mathematikerin und mathematische Physikerin. Sie ist Professorin an der Universität Potsdam.
Paycha studierte an der Universität Paris Mathematik mit der Agrégation 1984 und dem DEA Abschluss 1985 an der Universität Paris VII. 1988 wurde sie an der Ruhr-Universität Bochum bei Sergio Albeverio promoviert (Probability measures on infinite dimensional manifolds and Polyakov strings) und nochmals 1990 an der Universität Paris VI (ebenfalls über die Polyakov-Stringtheorie-Formulierung). 1994 habilitierte sie sich an der Universität Straßburg (Towards an interpretation of path integrals: the Polyakov model and the critical Ising model), wo sie seit 1989 Maitre de Conference war. 1999 war sie Humboldt-Stipendiatin in Bonn (bei Albeverio) und 2003 Emmy Noether Professor an der Universität Göttingen. Sie war seit 1995 Professorin an der Universität Blaise Pascal Clermont-Ferrand II und ist seit 2011 Professorin in Potsdam.
Sie befasst sich mit mathematischen Aspekten der Quantenfeldtheorie, insbesondere Renormierung, Wegintegralformulierung (in der Stringtheorie a la Polyakov), Anomalien.
1995 bis 1997 war sie Koordinatorin von European Women in Science und 2006 bis 2009 stand sie dem Komitee der EMS für Frauen in der Mathematik vor. Seit 1998 war sie auch in einem französisch-kolumbianischen Wissenschaftsprojekt.

## Schriften
- mit Sergio Albeverio, Jürgen Jost,  Sergio Scarlatti: A mathematical introduction to String Theory. Variational Problems, Geometric and Probabilistic Methods. Cambridge University Press, 1997.
- Functional Analysis, Differential Geometry. In: Francoise, Naber, Tsun (Hrsg.): Encyclopedia of Mathematical Physics. Elsevier, 2006.